# Gilby Clarke
Gilby Clarke (Cleveland, Ohio, 1962. augusztus 17. –) amerikai gitáros és producer. Különböző együttesek után a Guns N’ Roses-szal eltöltött három évében lett szupersztár. Emellett megfordult a Heartban, Nancy Sinatra-nál, Slash’s Snakepitben, valamint az MC5 2005-ös európa turnéján is.

## Diszkográfia

### Albumok és EP-k

#### Szóló
- Pawnshop Guitars (1994)
- Blooze EP (1995)
- The Hangover (1997)
- Rubber (1998)
- 99 Live (1999)
- Swag (2002)
- Gilby Clarke (2007)

#### Candy
- Whatever Happened To Fun (1985)
- Teenage Neon Jungle  (2003)

#### Kill For Thrills
- Commercial Suicide (1988)
- Dynamite From Nightmareland (1989)

#### Guns N' Roses
- "The Spaghetti Incident?" (1993)
- Live Era: ’87–’93 (1999)
- Greatest Hits (2004)

#### Slash’s Snakepit
- It's 5 O'Clock Somewhere (1995)

#### Col. Parker
- Rock N Roll Music (2001)

#### Nancy Sinatra
- California Girl (2002)

#### Rock Star Supernova
- Rock Star Supernova (2006)